# Harry’s Bar (Benátky)

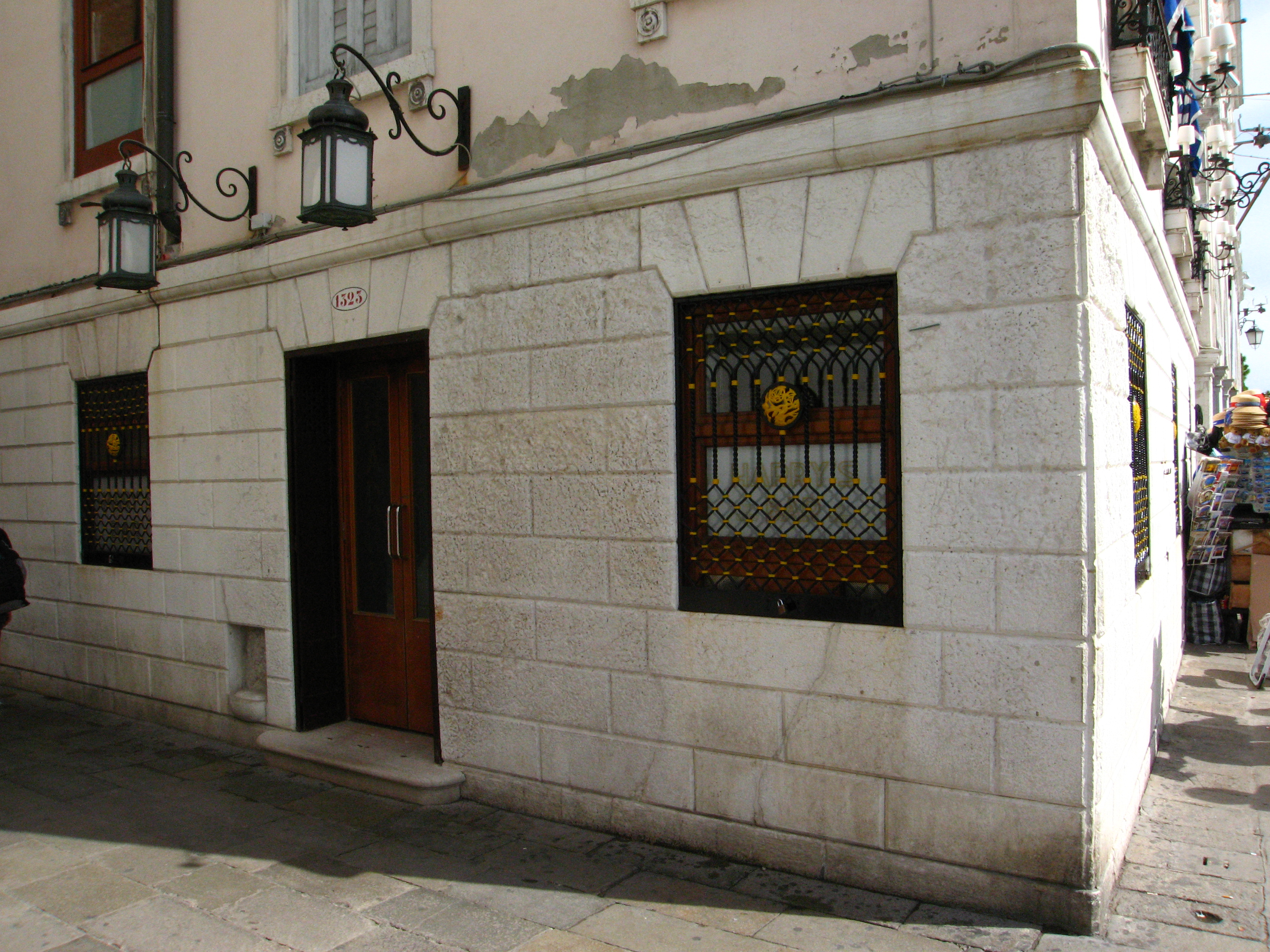
Harryho bar

Harry's Bar neboli Harryho bar je legendární benátský restaurant, jenž se nachází ve slepé uličce Calle Vallaresso poblíž náměstíčka (piazetty) Svatého Marka, které je prodloužením Náměstí Svatého Marka, jež vede k přístavnímu molu. Vlastníkem podniku je společnost Cipriani S.A.

## Historie
Harryho bar otevřel v roce 1931 barman Giuseppe Cipriani. Podle podnikových záznamů začal celý příběh o rok dříve v baru elitního hotelu Europa. Denním hostem tam tehdy byl mladý Američan Harry Pickering se svými přáteli. Asi po dvou měsících začal Harry navštěvovat bar stále méně často. Při jedné z jeho čím dál tím řidších návštěv se ho barman – právě Giuseppe Cipriani – zeptal, co se děje. Dozvěděl se, že Harryho jeho společnost opustila a zanechala mu jen kopu nezaplacených účtů. Ciprianimu se mladíka zželelo a půjčil mu svoje úspory – 10 000 lir, což je dnes téměř 8000 amerických dolarů. Harry Pickering poděkoval, zaplatil dluhy a odjel do USA. Po několika měsících se však vrátil, vyrovnal svůj dluh a navrch přidal ještě 30 000 lir. Za tyto peníze si pak spolu otevřeli bar, o kterém Cipriani celá léta snil. Pojmenovali jej Harryho bar.
Díky Ciprianimu se Harryho bar začal záhy proslavovat. Mezi jeho slavné hosty patří mimo jiné Ernest Hemingway, William Somerset Maugham, baron Philippe de Rothschild, Arturo Toscanini, Orson Welles, Aristoteles Onassis, Maria Callasová, Truman Capote, Peggy Guggenheimová, Charlie Chaplin, Barbara Huttonová či Woody Allen. K nejznámějším výtvorům, jež zde spatřily světlo světa, patří světoznámé carpaccio, které tu Cipriani poprvé připravil v roce 1950, a koktejl Bellini, jehož recept Cipriani vymyslel již ve 30. letech 20. století.
Poté, co v roce 1980 Giuseppe Cipriani zemřel, převzal vedení baru jeho syn Arrigo, což je italsky Harry, a pokračoval v otcových šlépějích.

## Harryho bar a kultura
Italské ministerstvo pro kulturní dědictví a turistiku prohlásilo v roce 2001 Harryho bar za národní historickou památku.
Zmínka o baru se také objevila v druhém a následujících vydáních románu Evelyn Waugha Návrat na Brideshead (původně Nečekaný návrat – vzpomínky kapitána Charlese Rydera), když v prvním vydání figuroval jen jako „bar“.

## Zajímavost
Harry's Bar je také vyhlášený svými koktejly Martini. Zdejší martini je velmi suché, neboť se míchá z 10 dílů ginu a jednoho dílu suchého vermutu. Jedná se o uzpůsobený koktejl Montgomery Martini pojmenovaný po britském polním maršálovi Bernardu Montgomerym, který se míchá z 15 dílů ginu a 1 dílu suchého vermutu.